# Gonomyia methodica
Gonomyia methodica är en tvåvingeart som beskrevs av Alexander 1931. Gonomyia methodica ingår i släktet Gonomyia och familjen småharkrankar.
Artens utbredningsområde är Colombia. Inga underarter finns listade i Catalogue of Life.